# دهستان بازفت
بازفت، دهستانی از توابع بخش بازفت شهرستان کوهرنگ در استان چهارمحال و بختیاری است.

## جمعیت
براساس سرشماری سال ۱۳۸۵ جمعیت آن ۸٬۵۲۶ نفر (۱٬۴۴۱ خانوار) بوده‌است.